# 퀸스 오브 더 스톤 에이지
퀸스 오브 더 스톤 에이지(Queens of the Stone Age)는 미국의 하드 록 밴드이다. 1996년 결성되었다.

## 구성원

### 현재
- 조시 옴므
- 트로이 반 뤼엔
- 조이 카스틸로
- 마이클 슈먼
- 딘 페르티타